# Barry Munday - Papà all'improvviso
Barry Munday - Papà all'improvviso (Barry Munday) è un film del 2010 scritto e diretto da Chris D'Arienzo.
Il film è una commedia indipendente, basata sul romanzo di Frank Turner Hollon Life is a Strange Place, in cui Patrick Wilson è il protagonista che dà il titolo al film. Al suo fianco vi sono Judy Greer e Chloë Sevigny.

## Trama
Barry Munday è un donnaiolo di provincia, che un giorno si risveglia in ospedale scoprendo che gli sono stati asportati i "gioielli di famiglia", dopo un incidente con il padre di una delle sue conquiste. Dimesso dall'ospedale la vita di Barry cambia radicalmente, soprattutto quando scopre che sta per diventare padre, da una donna di cui non ricorda minimamente di aver fatto sesso. La donna è la goffa Ginger Farley, che Barry inizia a frequentare, capendo che questa può essere la sua unica opportunità di diventare padre.

## Distribuzione
Il film è stato presentato in anteprima al South by Southwest il 13 marzo 2010. La distribuzione nelle sale cinematografiche statunitensi è avvenuta il 1º ottobre 2010 ad opera della Magnolia Pictures.